# Гафт, Валентин Иосифович
Валенти́н Ио́сифович Гафт (2 сентября 1935, Москва — 12 декабря 2020, Жаворонки, Московская область) — советский и российский актёр, театральный режиссёр, поэт, писатель; народный артист РСФСР (1984). Лауреат премий «Золотой орёл» (2008, 2012) и «Золотая маска» (2018).

## Биография
Родился 2 сентября 1935 года в Москве в еврейской семье, переехавшей из Прилук (Черниговская область). Его отец — Иосиф Рувимович Гафт (1906—1969), уроженец Семёновки (Полтавской губернии), военюрист 3-го ранга (капитан юстиции), участник Великой Отечественной войны (с 1941 года по март 1944 года воевал на Западном фронте, награждён медалью «За боевые заслуги»), после войны работал адвокатом в юридической консультации на Ленинградском шоссе. Мать, Гита Давыдовна Гафт (урождённая Волович, 1908—1993), родом из города Прилуки, была домохозяйкой.
В школе Валентин участвовал в самодеятельности, играл в школьных спектаклях. Поступать в театральное училище решил тайком и подал документы сразу в Щукинское училище и в Школу-студию МХАТ. Случайно, за два дня до экзаменов, встретил на улице актёра Сергея Столярова и попросил «прослушать» его. Столяров удивился, но не отказал и даже помог советами. В Щукинском училище прошёл первый тур, но не прошёл второй. Однако в школу-студию МХАТ он поступил с первой попытки, сдав экзамен на «отлично». В 1957 году окончил Школу-студию МХАТ (мастерская В. О. Топоркова).
В 1957 году дебютировал на сцене Театра имени Моссовета (с рекомендациями от Д. Н. Журавлёва). Через некоторое время перешёл в Московский драматический театр (ныне Театр на Малой Бронной). Работал также у А. В. Эфроса в Театре имени Ленинского комсомола.
С 1969 года — актёр театра «Современник».
Дебютировал в кино в 1956 году в фильме «Убийство на улице Данте» (в роли одного из эпизодических персонажей — убийцы). Обладая ярко выраженной отрицательной харизмой, пользовался популярностью в ролях «кинозлодеев». Запомнился ролями в остросоциальных кинокартинах Эльдара Рязанова «Гараж», «О бедном гусаре замолвите слово», «Небеса обетованные».
В 2001 году на сцене «Современника» состоялся режиссёрский дебют Гафта: вместе с И. Квашой и А. Назаровым он возобновил спектакль «Балалайкин и Ко», по роману М. Салтыкова-Щедрина «Современная идиллия», где вновь, как и четверть века назад, выступил в роли Глумова. В 2017 году там же Валентин Гафт поставил пьесу Тани Котляревска «Кто такая Эзра Паунд?».
В 2008 году Гафт принял участие в записи аудиокниги Бориса Кригера «Волновая природа любви».
Стал голосом Далай-ламы в вышедшей в 2015 году аудио-версии его автобиографического произведения «Свобода в изгнании».
14 декабря 2017 года был госпитализирован после неудачного падения, в связи с чем театр «Современник» перенёс заявленный на 15 декабря 2017 года спектакль «Пока существует пространство» на 5 февраля 2018 года.
Скончался 12 декабря 2020 года от последствий годом ранее перенесённого инсульта, в своём загородном подмосковном доме в посёлке Жаворонки на 86-м году жизни. Церемония прощания прошла 15 декабря 2020 года в «Современнике». Похоронен на Троекуровском кладбище на Аллее актёров (участок № 21). В июле 2022 года на могиле Гафта установлен памятник.

### Семья
- Дед — Рувин Мойше-Лейбович (Рувим Моисеевич) Гафт[15].

Был трижды женат:
- Первая жена — Елена Дмитриевна Изергина (?—2019), манекенщица, внучка врача П. В. Изергина. Брак распался через 8 лет; во втором браке замужем за Далем Орловым.
- Вторая жена — Инна Сергеевна Елисеева (умерла в 2003 году от рака желудка), артистка балета[16]. Развелись в начале 1980-х.
  - Дочь — Ольга Елисеева (1973—2002), покончила жизнь самоубийством 24 августа 2002 года[16][17].
- Третья жена (брак зарегистрирован в 1996 году) — Ольга Остроумова (род. 1947), актриса, под её влиянием Валентин Гафт принял православие[18].

Внебрачный сын — Вадим Никитин (род. 1971) от связи с художницей Еленой Никитиной.

## Роли в театре
Театр имени Моссовета
- 1957 — Второй сыщик (ввод) — «Лиззи Мак-Кей» Ж.-П. Сартра (оригинальное название — «Добродетельная шлюха»), режиссёр Ирина Анисимова-Вульф[20]
- 1958 — Сын — «Корнелия» М. Чорчолини, режиссёры Юрий Завадский и Борис Докутович[20]
- 1958 — Зайчик — «Выгодный жених» братьев Тур, режиссёр: Александр Шапс[20]
- 2002 — Трусоцкий — «Муж, жена и любовник», по произведениям Ф. М. Достоевского, режиссёр Юрий Ерёмин[21]

Театр сатиры
- 1958 (премьера 3 марта) — Учёный — «Тень» Е. Шварца, режиссёры Эраст Гарин, Хеся Локшина
- 1969 — Граф Альмавива — «Безумный день, или Женитьба Фигаро» Бомарше, режиссёр Валентин Плучек[22]

Московский драматический театр — Театр на Малой Бронной
- «Бесплодные усилия любви», режиссёр: Владимир Храмов
- 1961 — «Третья голова» Марселя Эме, режиссёр Андрей Гончаров
- 1961 — «Один год» по Ю. П. Герману, Режиссер: Петр Фоменко — Мамалыга
- 1961 — Том — «Барба» Я. Масевича, режиссёр Андрей Гончаров (существует радиозапись спектакля)
- 1962 — Гога — «Аргонавты» Ю. Эдлиса, режиссёр Андрей Гончаров (существует радиозапись спектакля)
- 1963 — «Мать» К. Чапека; Режиссёр: С. А. Баркан — Корнель
- 1964 — Немецкий офицер — «Жив человек» В. Е. Максимова, режиссёр Андрей Гончаров
- 1965 — Седьмой, восьмой, девятый муж — «Визит дамы» Ф. Дюрренматта, Режиссёр Андрей Гончаров
- 1967 — Солёный Василий Васильевич, штабс-капитан — «Три сестры» А. П. Чехова, режиссёр Анатолий Эфрос.
- 1968 — Колобашкин — «Обольститель Колобашкин» Э. Радзинского, режиссёр Анатолий Эфрос[5]
- 1978 — Отелло (ввод на роль Н. Волкова) — «Отелло» У. Шекспира, режиссёр Анатолий Эфрос[23]

Театр имени Ленинского комсомола
- 1965 — Евдокимов (ввод) — «104 страницы про любовь» Э. Радзинского, режиссёр Анатолий Эфрос[22]
- 1966 — Маркиз д’Орсиньи — «Мольер» М. Булгакова, режиссёр Анатолий Эфрос

«Современник»
- 1970 — Адуев-старший [ввод на роль М. Козакова] — «Обыкновенная история», инсценировка В. Розова по роману И. А. Гончарова, режиссёр Галина Волчек
- 1970 — Стеклов-Нахамкес [ввод на роль М. Козакова] — «Большевики» М. Шатрова, режиссёры Олег Ефремов, Галина Волчек
- 1971 — Мартин — «Свой остров» Р. Каугвера, режиссёр Галина Волчек
- 1971 — Гусев — «Валентин и Валентина» М. Рощина, режиссёр Валерий Фокин[20]
- 1973 — Глумов — «Балалайкин и К°» (по одноимённой пьесе С. Михалкова по отрывкам сатирического романа «Современная идиллия» М. Салтыкова-Щедрина[24][25]; режиссёр Георгий Товстоногов)
- 1973 — Жгенти — «Погода на завтра» М. Шатрова, режиссёры Галина Волчек, Иосиф Райхельгауз, Валерий Фокин
- 1974 — Лопатин — «Из записок Лопатина» К. Симонова, режиссёр Иосиф Райхельгауз[20] (существует ТВ-версия спектакля)
- 1976 — Фирс — «Вишнёвый сад» А. Чехова, режиссёр Галина Волчек[20]
- 1977 — Кухаренко — «Обратная связь» А. Гельмана, режиссёры Галина Волчек, М. Али-Хусейн
- 1978 — Генрих IV — «Генрих IV» Л. Пиранделло, режиссёр Лилия Толмачёва
- 1980 — Горелов — «Спешите делать добро» М. Рощина, режиссёр Галина Волчек
- 1981 — Людовик XIV — «Кабала святош» М. Булгакова, режиссёр Игорь Кваша
- 1982 — Вершинин — «Три сестры» А. Чехова, режиссёр Галина Волчек
- 1983 — Городничий — «Ревизор» Н. Гоголя, режиссёр Валерий Фокин
- 1984 — Джордж — «Кто боится Вирджинии Вульф?» Э. Олби, режиссёр Валерий Фокин (существует ТВ-версия спектакля 1992 года)
- 1986 — «Дилетанты» — авторский вечер артистов театра
- 1988 — Бостон — «Плаха», по роману Ч. Айтматова, режиссёр Галина Волчек
- 1989 — Рахлин — «Кот домашний средней пушистости» В. Войновича и Г. Горина, режиссёр Игорь Кваша
- 1992 — Лейзер — «Трудные люди» Й. Бар-Йосефа, режиссёр Галина Волчек
- 1992 — Миранда — «Смерть и дева» А. Дорфмана, режиссёр Галина Волчек
- 1994 — Хиггинс — «Пигмалион» Б. Шоу, режиссёр Галина Волчек
- 1998 — Кукин — «Аккомпаниатор» А. Галина, режиссёр Александр Галин
- 2000 — Валентин — «Уйди-уйди» Н. Коляды, режиссёр Николай Коляда
- 2001 — Глумов — «Балалайкин и К°» С. Михалкова по роману М. Салтыков-Щедрина «Современная идиллия» (2-я редакция), режиссёры В. Гафт, Игорь Кваша, Александр Назаров[20]
- 2007 — Он — «Заяц love story» Н. Коляды, режиссёр Галина Волчек
- 2009 — Сталин — «Сон Гафта, пересказанный Виктюком» В. Гафта, режиссёр Роман Виктюк[20]
- 2013 — Веллер Мартин — «Игра в джин» Д. Ли Кобурна, режиссёр Галина Волчек
- 2017 — «Пока существует пространство», режиссёр Галина Волчек

Антреприза
- 1998 — Игорь — «Старая дева» Н. Птушкиной, режиссёр Борис Мильграм
- 2000 — Джеймс — «Коллекция Пинтера» Г. Пинтера, режиссёр Владимир Мирзоев[26]

Театр имени Ермоловой
- 2012 — Самая большая маленькая драма, режиссёр Родион Овчинников[27]

## Фильмография
1975 фильм-спектакль Шагреневая кожа Растиньяк
| Год  |     | Название                                            | Роль |
| ---- | --- | --------------------------------------------------- | --- |
| 1956 | ф   | Убийство на улице Данте                             | Руже |
| 1956 | ф   | Поэт                                                | Андрэ |
| 1958 | ф   | Олеко Дундич                                        | сербский солдат |
| 1960 | ф   | Русский сувенир                                     | Клод Жерар, французский композитор                                                                                           |
| 1961 | кор | Подводная лодка                                     | Джим Темпл |
| 1965 | ф   | Мы, русский народ                                   | Боер |
| 1966 | ф   | Два года над пропастью                              | офицер в ресторане |
| 1967 | ф   | Первый курьер                                       | жандармский офицер |
| 1967 | тсп | Митя                                                | Митя, он же Дмитрий Иванович Мартынов, инженер-строитель                                                                     |
| 1968 | ф   | Интервенция                                         | Длинный, французский солдат                                                                                                  |
| 1968 | ф   | Новенькая                                           | Константин Фёдорович, тренер сборной                                                                                         |
| 1968 | ф   | Калиф-аист                                          | Кашнур, волшебник |
| 1969 | ф   | Жди меня, Анна                                      | клоун |
| 1969 | ф   | Семейное счастье (киноальманах, новелла «Мститель») | приказчик в магазине оружия                                                                                                  |
| 1970 | ф   | Удивительный мальчик                                | доктор Капа |
| 1970 | ф   | Дорога на Рюбецаль                                  | Апанасенко |
| 1970 | ф   | О любви                                             | Николай Николаевич, муж Веры                                                                                                 |
| 1971 | ф   | Ночь на 14-й параллели                              | Эд Стюарт, американский лётчик                                                                                               |
| 1971 | ф   | Разрешите взлёт!                                    | Азанчеев |
| 1971 | ф   | Человек с другой стороны                            | Андрей Извольский |
| 1971 | ф   | Заговор                                             | Кейси |
| 1972 | тсп | Записки Пиквикского клуба                           | Сэм Уэллер, слуга мистера Пиквика                                                                                            |
| 1973 | ф   | Семнадцать мгновений весны                          | Геверниц, сотрудник Даллеса                                                                                                  |
| 1973 | ф   | Цемент                                              | Дмитрий Ивагин |
| 1973 | мф  | Как кошка с собакой…                                | Ведущий (игровая роль) |
| 1973 | тсп | Всего несколько слов в честь господина де Мольера   | маркиз д’Орсиньи |
| 1974 | ф   | Таня                                                | Герман Николаевич Балашов |
| 1974 | ф   | Жребий                                              | Иннокентий Жильцов |
| 1974 | ф   | Сергеев ищет Сергеева                               | Анатолий Анатольевич Петелин                                                                                                 |
| 1974 | ф   | Иван да Марья                                       | казначей |
| 1974 | ф   | Москва, любовь моя                                  | балетмейстер |
| 1974 | тсп | Бесприданница                                       | Паратов |
| 1974 | тсп | Домби и сын                                         | мистер Домби |
| 1975 | ф   | Ольга Сергеевна                                     | Троянкин |
| 1975 | ф   | Здравствуйте, я ваша тётя!                          | Брассет, дворецкий |
| 1975 | ф   | На всю оставшуюся жизнь…                            | Крамин, парализованный младший лейтенант                                                                                     |
| 1975 | тсп | Из записок Лопатина                                 | Лопатин |
| 1976 | ф   | Бешеное золото                                      | Гораций Логан |
| 1976 | ф   | Дневной поезд                                       | Игорь |
| 1976 | ф   | Повесть о неизвестном актёре                        | Роман Семёнович Знаменский, режиссёр                                                                                         |
| 1977 | ф   | Девочка, хочешь сниматься в кино?                   | Павел, режиссёр |
| 1977 | ф   | Почти смешная история                               | попутчик в поезде, снабженец                                                                                                 |
| 1977 | ф   | Схватка в пурге                                     | грабитель-рецидивист Чужак                                                                                                   |
| 1978 | ф   | Кентавры                                            | Андрес, заговорщик |
| 1978 | ф   | Короли и капуста                                    | Фрэнк Гудвин, «Малыш» |
| 1978 | тсп | Игроки                                              | Степан Иванович Утешительный                                                                                                 |
| 1979 | ф   | Гараж                                               | Валентин Михайлович Сидорин, председатель правления гаражного кооператива, ветеринар НИИ охраны животных от окружающей среды |
| 1979 | кор | Мужчины и женщины                                   | Георгий |
| 1979 | ф   | Сегодня и завтра                                    | Рассолов |
| 1979 | ф   | Утренний обход                                      | Алик |
| 1979 | ф   | Циркачонок                                          | Жорж |
| 1980 | ф   | О бедном гусаре замолвите слово                     | полковник Иван Антонович Покровский, командир кавалерийского полка гусар                                                     |
| 1980 | ф   | Чёрная курица, или Подземные жители                 | Дефорж, учитель французского / Король                                                                                        |
| 1980 | ф   | Три года                                            | Ярцев |
| 1980 | тсп | Тайна Эдвина Друда                                  | Джон Джаспер, дядя и опекун Эдвина                                                                                           |
| 1981 | тсп | Эзоп                                                | Агностос |
| 1982 | ф   | Если враг не сдаётся…                               | Штеммерманн, немецкий генерал                                                                                                |
| 1982 | ф   | Суббота и воскресенье (к/м)                         | психолог |
| 1982 | ф   | Таможня                                             | Владимир Николаевич Никитин, начальник группы досмотра                                                                       |
| 1982 | ф   | Чародеи                                             | Аполлон Митрофанович Сатанеев, заместитель директора института НУИНУ                                                         |
| 1982 | тсп | Спешите делать добро                                | Виктор Горелов |
| 1983 | ф   | Гонки по вертикали                                  | Лёха Дедушкин, вор-рецидивист по кличке «Батон»                                                                              |
| 1983 | тсп | Месье Ленуар, который…                              | князь Борэску |
| 1984 | ф   | Восемь дней надежды                                 | Игорь Артемьевич Белоконь, директор шахты                                                                                    |
| 1985 | ф   | Контракт века                                       | Смит, агент ЦРУ |
| 1985 | ф   | Про кота…                                           | Людоед |
| 1986 | ф   | Год телёнка                                         | Валериан Сергеевич |
| 1986 | ф   | Мой нежно любимый детектив                          | Лестер, инспектор |
| 1986 | ф   | По главной улице с оркестром                        | Константин Михайлович Виноградов, музыкальный аранжировщик                                                                   |
| 1986 | ф   | Фуэте                                               | поэт |
| 1986 | ф   | Путешествие мсье Перришона                          | майор Матье |
| 1987 | ф   | Забытая мелодия для флейты                          | Одиноков, чиновник Главного управления свободного времени                                                                    |
| 1987 | ф   | Визит к Минотавру                                   | Павел Петрович Иконников, бывший учитель Гриши, сотрудник серпентария                                                        |
| 1987 | ф   | Время летать                                        | Виктор |
| 1987 | с   | Жизнь Клима Самгина                                 | Валерий Николаевич Трифонов, офицер-пьяница                                                                                  |
| 1988 | ф   | Воры в законе                                       | «авторитет» Артур |
| 1988 | ф   | Аэлита, не приставай к мужчинам                     | Василий Иванович Скамейкин                                                                                                   |
| 1988 | ф   | Дорогое удовольствие                                | Вильям Тер-Иванов |
| 1989 | ф   | Пиры Валтасара, или Ночь со Сталиным                | Лаврентий Павлович Берия |
| 1989 | ф   | Визит дамы                                          | Альфред Илл, разорившийся лавочник                                                                                           |
| 1989 | тсп | Село Степанчиково и его обитатели                   | Коровкин |
| 1990 | ф   | Самоубийца                                          | конферансье |
| 1990 | ф   | Футболист                                           | Норов |
| 1990 | ф   | Каминский, московский сыщик / Le flic de Moscou     | Лапшин |
| 1991 | ф   | Небеса обетованные                                  | Дмитрий Логинов («Президент»), предводитель бомжей, бывший партработник и диссидент                                          |
| 1991 | ф   | Затерянный в Сибири                                 | Лаврентий Павлович Берия |
| 1991 | ф   | Ночные забавы                                       | Михаил Фёдорович Езепов, любовник Анны, начальник Силина                                                                     |
| 1991 | ф   | Террористка                                         | Виктор |
| 1992 | ф   | Анкор, ещё анкор!                                   | Фёдор Васильевич Виноградов, полковник                                                                                       |
| 1993 | ф   | Хочу в Америку                                      | Эпштейн |
| 1994 | ф   | Мастер и Маргарита                                  | Воланд |
| 1994 | ф   | Я свободен, я ничей                                 | Чесноков |
| 1996 | ф   | Карьера Артуро Уи. Новая версия                     | Актёр |
| 1997 | ф   | Сирота казанская                                    | Павел Оттович Брумель, фокусник на пенсии                                                                                    |
| 1999 | ф   | Небо в алмазах                                      | заместитель министра |
| 2000 | ф   | Старые клячи                                        | Дубовицкий, генерал |
| 2000 | ф   | Дом для богатых                                     | Роман Петрович |
| 2000 | ф   | Нежный возраст                                      | Саледон-старший |
| 2001 | ф   | Часы без стрелок                                    | фотожурналист |
| 2002 | ф   | По ту сторону волков                                | Игорь Алексеевич Голощёков, врач                                                                                             |
| 2003 | ф   | Дни ангела                                          | Виктор Зуев |
| 2003 | ф   | Ералаш (выпуск № 165, сюжет «Тёмная магия»)         | экстрасенс |
| 2003 | ф   | Каждый взойдёт на Голгофу                           | дядя Саша |
| 2004 | ф   | Снежная любовь, или Сон в зимнюю ночь               | Олег Константинович, бывший муж Лёли, отец Ксаны, дедушка Ляли, жених Оли, композитор                                        |
| 2004 | ф   | Всё начинается с любви                              | снимался |
| 2005 | с   | Девять неизвестных                                  | Виктор Севидов, миллиардер                                                                                                   |
| 2005 | ф   | Лебединый рай                                       | Гришин |
| 2005 | с   | Мастер и Маргарита                                  | Каифа, первосвященник иудейский / человек во френче                                                                          |
| 2007 | ф   | Карнавальная ночь 2, или 50 лет спустя              | Борис Глебович Перловский, политтехнолог                                                                                     |
| 2007 | ф   | 12                                                  | Павел, 4-й присяжный |
| 2007 | с   | Ленинград                                           | режиссёр театра |
| 2008 | ф   | Операция «ЧеГевара»                                 | Василий Петрович |
| 2009 | ф   | Осенние цветы                                       | Альфред |
| 2009 | ф   | Притяжение                                          | Александр Николаевич |
| 2009 | ф   | Книга мастеров                                      | волшебное зеркало |
| 2010 | ф   | Утомлённые солнцем 2: Предстояние                   | Пимен, еврей-заключённый |
| 2010 | ф   | Семейный дом                                        | Василий Петрович Швец, сосед Соколовых                                                                                       |
| 2011 | с   | Морпехи                                             | Лазарь Семёнович Гольдман, врач-гинеколог                                                                                    |
| 2011 | ф   | Жизнь и приключения Мишки Япончика                  | Мендель Герш |
| 2013 | с   | Студия 17                                           | Андрей Иванович Дорохов, советский режиссёр                                                                                  |
| 2013 | ф   | Ёлки 3                                              | Николай Петрович, одинокий пенсионер                                                                                         |
| 2014 | ф   | История одной старушки                              | Гавриил Моисеевич Фишман |
| 2014 | ф   | Разрывая замкнутый круг                             | Аркадий Иосифович Преображенский, профессор Карагандинского университета                                                     |
| 2016 | ф   | Млечный путь                                        | шаман |

## Клипы
- 2013 — «На любой стороне Земли» (исп. гр. «Секрет»)

## Озвучивание
Озвучание мультфильмов
| Год  |    | Название                     | Роль                    |
| ---- | -- | ---------------------------- | ----------------------- |
| 1977 | мф | Праздник непослушания        | часть мужских ролей     |
| 1978 | мф | Почтарская сказка            | от автора               |
| 1981 | мф | Пёс в сапогах                | Благородный             |
| 1982 | мф | Рождение Геракла             | читает текст            |
| 1987 | мф | Волшебные колокольчики       | Король                  |
| 1987 | мф | Белая цапля                  | Король                  |
| 2008 | мф | Новые приключения Бабки Ёжки | Ворон                   |
| 2012 | мф | От винта 3D                  | Бывалый, штурмовик Ил-2 |

Озвучание фильмов
| Год  |     | Название                   | Роль                            |
| ---- | --- | -------------------------- | ------------------------------- |
| 1982 | ф   | Похождения графа Невзорова | текст от автора                 |
| 2007 | ф   | Парни из нашего Городка    | закадровый текст                |
| 2011 | док | Один день Жоры Владимова   | текст от лица Георгия Владимова |

Дубляж
| Год  |    | Название                     | Роль                                               |
| ---- | -- | ---------------------------- | -------------------------------------------------- |
| 1972 | ф  | Это сладкое слово — свобода! | Мигель Каррера, сенатор (роль Бронюса Бабкаускаса) |
| 1972 | ф  | Стоянка поезда — две минуты  | конферансье Красовской (роль Леонида Каневского)   |
| 2008 | мф | Приключения Десперо          | Боттичелли (роль Киарана Хиндса)                   |
| 2015 | мф | Монстры на каникулах 2       | Влад, отец Дракулы (роль Мела Брукса)              |

## Исполнение песен
- Романс Полковника из фильма «О бедном гусаре замолвите слово» (1980);
- Песня отставного бюрократа из фильма «Забытая мелодия для флейты» (1987), музыка А. Петрова, слова Ю. Ряшенцева;
- Финальная песня из фильма Самоубийца (1990);
- «Скажите почему» из фильма «Сирота казанская» (1997), слова и музыка О. Строк;
- Романс из фильма «Снежная любовь, или Сон в зимнюю ночь» (2003).

## Общественная позиция
Неоднократно выступал в защиту животных: за принятие закона против жестокого обращения, введение поста уполномоченного по правам животных, прекращение преследования ветеринаров за использование наркоза.
В 2000 году появилась информация о том, что Гафт был среди деятелей культуры, осудивших возвращение к советскому гимну на музыку Александрова, что в реальности не нашло подтверждения: в 2015 году он заявил, что «какой бы ни была советская власть, у нас была настоящая дружба народов».
В марте 2014 года Гафт, по утверждению украинского активиста Майдана Мустафы Найема, подписался под обращением деятелей российской культуры против политики Президента России Владимира Путина по отношению к Украине, что не подтверждено. Есть открытые высказывания Гафта в поддержку В.В. Путина и проводимой им политики. В 2015 году Министерство культуры Украины включило его в так называемый «белый список» артистов, которые «поддерживают территориальную целостность и суверенитет страны». Актёр связал этот факт с публикацией в сети от его имени стихотворений с критикой в адрес российских властей, авторство которых он опроверг.
В том же году в фильме НТВ «Чёрный список Порошенко» Валентин Гафт назвал себя «путинцем». Он заявил, что доверяет российскому телевидению и государству, считает передачу Крыма Украине несправедливой и возлагает ответственность за войну на Донбассе на Киев. После этого артист был включён в перечень лиц, создающих угрозу национальной безопасности Украины. По мнению Гафта, это сделано из-за его любви к своей стране и своему президенту, так как он не считает украинцев врагами.
В 2016 году Гафт посетил учения Далай-Ламы в Индии и встретился с ним. О своих впечатлениях он вспоминал: «Меня поразила простота писания, и, в то же время, магия необыкновенного человека, от которого оторваться нельзя. Он не производит впечатление волшебника. Это очень лёгкий, естественный, умный, располагающий человек. С ним хочется разговаривать».
Болел за московский футбольный клуб «Спартак».

## Награды и звания
Государственные награды
- заслуженный артист РСФСР (2 февраля 1978)[59];
- народный артист РСФСР (22 июня 1984)[60];
- орден Дружбы (11 августа 1995) — за заслуги перед государством и успехи, достигнутые в труде, большой вклад в укрепление дружбы и сотрудничества между народами[61];
- орден «За заслуги перед Отечеством» IV степени (2 сентября 2005) — за большой вклад в развитие театрального искусства и многолетнюю творческую деятельность[62];
- орден «За заслуги перед Отечеством» III степени (2 сентября 2010) — за большой вклад в развитие отечественного театрального искусства и многолетнюю творческую деятельность[63][64];
- орден «За заслуги перед Отечеством» II степени (15 февраля 2016) — за большой вклад в развитие отечественной культуры и многолетнюю плодотворную деятельность[65].

Другие награды, поощрения и общественное признание
- 1992 — член Академии дураков Вячеслава Полунина и Ролана Быкова[66];
- 1995 — Театральная премия имени И. М. Смоктуновского[67];
- 1995 — Царскосельская художественная премия[67];
- 2007 — международная театральная премия имени К. С. Станиславского в номинации «За вклад в развитие актёрского искусства России»[68];
- 2009 — премия «Звезда Театрала» в номинации «Лучшее соло»[69];
- 2011 — российская национальная актёрская премия имени Андрея Миронова «Фигаро»[70];
- 2012 — кинопремия «Золотой орёл» в номинации «За вклад в отечественный кинематограф»[67];
- 2012 — премия «Хрустальная Турандот» в номинации «За долголетнее и доблестное служение театру»[67];
- 2015 — памятная золотая медаль Сергея Михалкова (Российский фонд культуры)[71];
- 2018 — специальная премия «Золотая маска» «За выдающийся вклад в развитие театрального искусства»[72];
- 2021 — спецприз 43-го Московского международного кинофестиваля за многолетнее служение искусству кино[73].

## Память
- Творчеству актёра посвящены телепередачи:
  - «Равняется одному Гафту» («ТВ Центр», 2010)[74];
  - «Валентин Гафт. „Гафт, который гуляет сам по себе“» («Первый канал», 2010)[75];
  - «Валентин Гафт. „Чужую жизнь играю, как свою“» («Первый канал», 2015)[76][77];
  - «Валентин Гафт. „Легенды кино“» («Звезда», 2017)[78];
  - «Валентин Гафт. „Чужую жизнь играю, как свою“» («Мир», 2020)[79].
- В 2025 году один из открытых в Лаосе видов бабочек из семейства павлиноглазок был назван Cricula gafti в честь Валентина Гафта[80].
- В июне 2025 года к 90-летию со дня рождения актёра театральное агентство «Арт-Партнёр» и театр «Современник» запустили литературный конкурс эпиграмм[81].